# Lomariopsis salicifolia
Lomariopsis salicifolia är en ormbunkeart som först beskrevs av Kze., och fick sitt nu gällande namn av David Bruce Lellinger. Lomariopsis salicifolia ingår i släktet Lomariopsis och familjen Lomariopsidaceae. Inga underarter finns listade.